# Wahlen 1925
◄◄ | ◄ | 1921 | 1922 | 1923 | 1924 | Wahlen 1925 | 1926 | 1927 | 1928 | 1929 | ► | ►►

Weitere Ereignisse
Im Jahr 1925 fanden unter anderem folgende Wahlen statt: 

## Europa
- Deutschland, 18. Januar: Landtagswahl in Lippe 1925
- Deutschland, 21. Mai: Wahl der Waldecker Landesvertretung
- Deutschland, 15. November: Kommunalwahlen im Volksstaat Hessen 1925
- Deutschland, 29. November: Provinziallandtagswahlen in Preußen, siehe die Ergebnisse der Provinziallandtagswahlen in Preußen
- Luxemburg, 1. März: Kammerwahlen
- Belgien, 5. April: Wahlen zu beiden Kammern (Abgeordnetenkammer und Senat)
- Norwegen: Kommunalwahlen
- Österreich: in Oberösterreich und in Tirol
- Niederlande, 1. Juli: Parlamentswahl – Wahl zur 'Tweede Kamer' (Unterhaus)
- Memelland: Landtagswahl
- Schweiz, 17. Dezember: Bundesratswahl

## Weitere Länder
- Mongolei: Wahl 1925
- Am 23. März in Ägypten die Parlamentswahl
- Argentinien: Parlamentswahl 1925
- Am 2. Juni auf den Philippinen: Parlamentswahl 1925 und Senat 1925
- Am 22. Oktober die Präsidentenwahl in Chile 1925
- Am 29. Oktober die Unterhauswahl
- Guatemala: Parlamentswahl (Dezember)